# Ahimaatz ben Paltiel
Aḥimaatz ben Paltiel (en hébreu: אחימעץ בן פלטיאל) est un poète liturgique juif italien (Capoue, 1017 — Oria, 1060), auteur d'une chronique familiale, abondamment utilisée comme source pour la période qu'il décrit (de 850 jusqu'à la date de la parution de la Chronique en 1054).

## Indications biographiques
La vie Aḥimaatz ben Paltiel est assez peu connue. Il vient d'une famille dont certains membres sont célèbres dans la littérature juive, comme érudits ou poètes, par exemple Hananiel ben Amittai et son neveu Amittai ben Shephatiah. Ahimaatz a deux fils, Paltiel et Samuel. L'arbre généalogique de la famille est donné par Ahimaatz dans sa Chronique.
Benjamin de Tudèle mentionne un Ahimaatz ben Paltiel à Amalfi dans le sud de l'Italie, en 1162. Il pourrait s'agir d'un descendant de ce poète, car on sait que deux frères du grand-père d'Ahimaatz ben Paltiel furent envoyés avec des présents à Paltiel par le prince d'Amalfi.
Dans une liste de vingt-deux poètes élégiaques, rédigée en Italie dans le courant du XVe siècle, Ahimaatz ben Paltiel est mentionné comme l'auteur de deux poèmes; et un Mahzor (livre de prières) de rite romain lui attribue une selihah (demande de pardon) pour le jeûne d'Esther.

## Chronique d'Ahimaatz
Ahimaatz est principalement connu pour la chronique qu'il a compilée qui porte son nom. La Chronique d'Ahimaatz, bien que principalement destinée à glorifier ses propres ancêtres immédiats, donne des informations importantes sur l'histoire des premiers établissements juifs dans des villes telles qu'Oria, Bari, Otrante, Gaète, Bénévent, Capoue, Amalfi et Pavie dans le sud de l'Italie. Écrite environ cent ans avant le Sefer HaQabla d'Abraham ibn Dawd Halevi, elle est la principale source secondaire pour une période qui n'est connue sinon que par de vagues informations, quelques inscriptions et des remarques dans l'œuvre de Sabbataï Donnolo, lui aussi natif d'Oria.

### Versions
On ne connait qu'un seul manuscrit de la Chronique, compilé dans le "Sefer Youḥassin" (Livre des généalogies) d'Abraham Zacuto, et conservé dans la bibliothèque de la cathédrale de Tolède en Espagne.

### Contenu
Selon l'histoire rapportée par Ahimaatz, sa famille trouverait ses origines parmi les captifs que Titus a amenés en Italie, après la destruction du Temple de Jérusalem. La première personne qu'il mentionne est Amittaï d'Oria, qu'il qualifie de sabbar (penseur) et de payyat (poète), dont il dit qu'il est versé en halakha talmudique et en poésie liturgique. 
Dans la Chronique sont données les premières informations authentiques concernant Aaron le Babylonien, le réputé professeur de Kalonymus de Lucca; de même, au travers du récit du rabbin Silano, on glane des informations complémentaires sur la communauté juive de Venosa, dont certaines épitaphes avaient été publiées auparavant par G. J. Ascoli. Des fils d'Amittai, la Chronique se concentre surtout sur Shephatiah, un des premiers et des plus prolifiques poètes liturgiques (vers 850-860), et donne des informations fiables sur les persécutions que les Juifs byzantins durent endurer sous Basile Ier, sur l'invasion de la Sicile et de l'Italie par les Sarrasins en 872, sur un autre poète liturgique Amittai ben Shephatiah et sur la disputation que Hananiel ben Amittai fut forcé de soutenir avec l'archevêque d'Oria. L'auteur souligne l'honneur fait à l'un des membres de sa famille, Paltiel, vizir des califes al-Muizz et Abd al-Mansur (962-992) d'Égypte. Ce Paltiel, qui pourrait avoir été le premier des naggids (princes juifs) égyptiens, pourrait avoir été identifié par l'orientaliste De Goeje (1836-1909) à Jauhar al-Rumi ou d'al-Saqlabi. 
Ahimaatz termine avec des petits récits sur Hananiel, son fils Samuel à Capoue et sur le fils de celui-ci Paltiel ben Samuel (988-1048), père d'Ahimaatz.

### Une source de croyances populaires et superstitions
La Chronique d'Ahimaatz est aussi intéressante d'un autre point de vue, en délivrant de nombreux récits d'actes merveilleux et d'exploits surhumains, donnant une image assez précise des croyances populaires et des superstitions en cours à l'époque de l'auteur. 
Ainsi, Aaron passe pour être capable de vaincre l'esprit malin, en l'enfermant dans un coffre au moyen du Shem (nom ineffable de Dieu) ; son élève Shephatiah est capable de couvrir miraculeusement une très grande distance en un temps très court, afin de ne pas profaner le saint jour du chabbat ; ce même Shephatiah peut aussi sauver la vie d'un enfant que deux démons femelles veulent mettre à mort ; Hananiel est capable de ramener à la vie son cousin, et est aidé directement par le ciel ; on apprend aussi que la lune reste absente une nuit complète afin de réparer une erreur faite dans un calcul astronomique. La Chronique raconte l'histoire du "Sefer ha-Merkabah", un livre merveilleux, dont Shephatiah tire ses connaissances des mystères du ciel : avant ce livre, une lumière brûlait sur le jour du chabbat. Afin que le livre ne tombe pas entre les mains de personnes indignes de l'utiliser, il a été placé dans une caisse en plomb et jeté dans les ondes qui se sont retirées et ont emporté le mystérieux coffre. Le pouvoir de Paltiel en tant qu'astrologue s'appuie dessus ; c'est ce pouvoir qui, dans une certaine mesure, lui assure l'amitié du conquérant de l'Égypte. C'est aussi dans cette Chronique que se trouvent les premières traces de l'histoire du « Juif errant. »

### Fiabilité de la chronique
Bien qu'on puisse a priori refuser à la chronique un caractère de source historique du fait de ces nombreuses légendes, la naïveté avec laquelle elles sont racontées montre qu'il n'y aucune tentative de reconstruction historique, et on peut être certain que la base du travail sur laquelle repose le récit d'Ahimaatz est une tradition familiale fiable.
Il semble du reste qu'Ahimaatz n'ait pas utilisé des textes littéraires existants, et se soit au contraire basé sur des traditions et récits oraux qui circulaient dans sa famille. En décrivant l'activité du vizir Paltiel, il se réfère cependant aux Chroniques d'Égypte comme contenant des informations supplémentaires sur le sujet, mais même dans ce cas, il est improbable qu'il ait eu en sa possession une œuvre individuelle quelconque. Le corps de la Chronique ne contient aucune date ; seules quelques dates se trouvent dans les deux dernières sections, dont une partie, comme indiqué ci-dessus, semble avoir été rajoutée ultérieurement.

### Le langage de la chronique
L'ouvrage est écrit en hébreu dans une prose rimée particulière, qu'al-Hamdani a développée en arabe dans le maqamat, environ cinquante ans avant Ahimaatz, et qu'Al-Hariri perfectionnera cinquante ans après lui : le même style est employé en littérature hébraïque par Judah Ben Solomon Harizi et par Immanuel de Rome. 
La formation de nouveaux noms et verbes, les racines bilatérales, les terminaisons plurielles particulières, et l'utilisation de l'état de construction, rappellent le style de Donolo et des poètes liturgiques de l'école d'Eleazar Kalir. On retrouve en outre l'influence de l'arabe et de la langue romane. Les rimes sont riches en enseignements sur la prononciation de l'hébreu à l'époque de l'auteur. La Chronique contient une élégie poétique sur Paltiel, avec un acrostiche alphabétique double ainsi qu'un acrostiche sur le nom complet de l'auteur.
Le manuscrit unique de Tolède, porte dans sa signature le nom de Menahem ben Benjamin. Il n'est pas sûr que le mot "fin" utilisé ici se réfère à la composition ou à la copie de l'œuvre. Cette signature est aussi en prose rimée; et il semble probable qu'au moins une partie de la page 132 (lignes 12 à 23) dans l'édition de Neubauer, soit de Menahem et non d'Ahimaatz. En effet cette partie contient un récit sur l'auteur, dans des termes qu'un auteur n'oserait pas utiliser pour se décrire lui-même. Le langage utilisé pour écrire la Chronique corrobore cette position.

### Sources
Cet article contient des extraits de la Jewish Encyclopedia de 1901–1906 dont le contenu se trouve dans le domaine public.
- (en): Gottheil, Richard. Ahimaaz ben Paltiel. Jewish Encyclopedia. 1901-1906; citant:
Pour Ahimaaz comme poète liturgique, voir:
  - (de): Zunz, Literaturgesch. pp. 264, 626.
  - Les premiers rapports sur le manuscrit de la Chronique (Nos. 86, 25 dans le catalogue de la bibliothèque de la cathédrale de Tolède) sont publiés par Neubauer, dans Rev. Ét. Juives, xxiii. 236;

  - idem, dans Jew. Quart. Rev. iv. 614 t seq. Neubauer publie le texte complet dans son Mediœval Jew. Chron. ii. 111-132, à partir d'un fac-similé et d'une photographie de l'original. Un résumé complet du contenu est donné par Kaufmann, dans Monatsschrift, 1896, pp. 462-473, 496-509, 529-554, avec corrections du texte, une discussion sur ses particularités linguistiques, et une réimpression de l'élégie sous forme poétique (non reconnue comme telle cependant par Neubauer).

Des corrections supplémentaires du texte peuvent être trouvées dans les revues par: 
  - Brody, Zeit. f. Hebr. Bibl. iii. 159 et seq.;
  - Bacher, dans Rev. Ét. Juives, xxxii. 144-151.

Sur l'identité de Paltiel, voir: 
  - (de): Kaufmann, Beiträge zur Gesch. Aegyptens aus Jüd. Quellen, in Z.D.M.G. li. 436-442;
  - (de): De Goeje, Paltiel-Djaubar, ib. lii. 75-80

Sur la valeur générale de la Chronique, voir: 
  - (de): Remarques de Steinschneider dans Monatsschrift, xliv. 239.G.
- (it): Sefer Yuhasin: Libro delle discendenze : vicende di una famiglia ebraica di oria nei secoli; Ahimaaz ben Paltiel; éditeur: Messagi; 2001; 219 pages; ASIN: B0000EI0X3
- (en): The chronicle of Ahimaaz (Columbia University Oriental Studies); éditeur: AMS Press; 1966; 24 pages; ASIN: B00085CDC0